# Merciless (группа)
Merciless (с англ. — «Беспощадные») — шведская экстрим-метал группа, основанная в 1986 году. Считается одним из первых дэт-метал коллективов Швеции. Дебютный альбом группы The Awakening был первым релизом Deathlike Silence Productions — лейбла Евронимуса, гитариста блэк-метал группы Mayhem.

## История
Группа была основана летом 1986 года в шведском городе Стренгнес тремя музыкантами: Эриком Валлином (гитара), Фредриком Карленом (бас-гитара) и Стефаном Карлссоном (ударные), и спустя несколько недель к ним присоединился вокалист Калле "Kåle" Аурениус. Они вдохновлялись такими трэш-метал командами, как Slayer, Sodom, Destruction, а также другими первопроходцами шведской экстремальной сцены — группой Bathory. Первые выступления были отыграны под именем «Obsessed» и «Black Mass», но в начале 1987 года название было изменено на конечное «Merciless», вдохновлённое композицией «Merciless Death» из альбома Darkness Descends американской трэш-метал группы Dark Angel.
18 июля 1987 года на студии Svangrummet было записано первое демо под названием Behind the Black Door, выпущенное тиражом в 100 экземпляров. Эта запись отличалась от других шведских метал-релизов тех времен вокалом Аурениуса, который своим звучанием был близок к гроулингу, являющимся отличительной чертой дэт-метала. Однако в 1988 году Аурениус ушёл из группы и его место занял Роджер "Rogga" Петтерссон. С новым вокалистом в студии Tuna группа записала своё второе демо Realm of the Dark. Звучание группы стало более быстрым и прогрессивным, а вокал Петтерссона оказался ещё более агрессивным, чем у его предшественника. Эта запись широко распространялась в метал-кругах Швеции посредством подпольной торговли кассетами и в итоге получила известность среди металлистов по всему миру. После того, как запись попала к Евронимусу, владельцу лейбла Deathlike Silence Productions, группа подписала с ними контракт.
Летом 1989 группа записала и в марте 1990 года выпустила свой дебютный альбом The Awakening на лейбле Deathlike Silence. После релиза они отыграли много концертов с другими шведскими группами, такими как Entombed, Dismember, Dissection, Count Raven, а также с бразильской группой Sepultura в их туре Beneath the Remains. Второй альбом группы The Treasures Within был записан в июне/июле 1991 года, однако группа была недовольна получившимся звуком, и, помимо этого, новый лейбл Active Records отложил релиз на год, в результате чего барабанщик Стефан Карлссон ушёл из группы в феврале 1992 года, и его место занял Питер Старвинд, барабанщик таких групп, как Entombed, Face Down и Unanimated, с которым они отыграли скандинавский тур с Entombed в 1993 году.
В сентябре 1993 года группа в течение 10 дней записала свой третий студийный альбом Unbound, продюсером которого выступил Дан Сванё. В 1994 году альбом выл выпущен лейблом No Fashion Records. Из-за отсутствия интереса со стороны звукозаписывающих компаний группа разочаровалась в своём дальнейшем продвижении и коллектив распался в мае 1994 года. Однако в 1995 году они записали кавер-версию на композицию «Crionics» для трибьют-альбома Slayer Slatanic Slaughter, Vol 1.
В 1999 году их дебютный альбом The Awakening был переиздан лейблом Osmose Productions. Музыканты начали получать множество приглашений на музыкальные фестивали и группа снова собралась в том же году. В мае 2002 года они начали запись своего одноименного четвёртого альбома Merciless и 27 декабря того же года он был выпущен на лейбле Black Lodge Records. В 2004 к группе вновь присоединился один из основателей Стефан Карлссон. В настоящее время группа продолжает заниматься концертной деятельностью.

## Состав

### Текущий состав
- Стефан "Stipen" Карлссон — ударные (1986–1992, 2004–настоящее время)
- Эрик Валлин — гитара (1986–1994, 1999–настоящее время)
- Роджер "Rogga" Петтерссон — вокал (1988–1994, 1999–настоящее время)
- Петер Стьернвинд — ударные (1992–1994, 1999–2004), гитара (2016–настоящее время)

### Бывшие участники
- Калле "Kåle" Аурениус — вокал (1986–1988)
- Фредрик Карлен — бас-гитара (1986–1994, 1999–2016)

## Дискография

### Студийные альбомы
- The Awakening (1990)
- The Treasures Within (1992)
- Unbound (1994)
- Merciless (2002)

### Демо
- Behind the Black Door (1987)
- Realm of the Dark (1988)
- Promo '93 (1993)

### Компиляции
- Merciless / Comecon (1991)

### Видео
- Live Obsession (2004)